# Międzylesie (powiat ostródzki)
Międzylesie – wieś w Polsce położona w województwie warmińsko-mazurskim, w powiecie ostródzkim, w gminie Ostróda, przy północno-wschodniej granicy Ostródy.
W latach 1975–1998 miejscowość administracyjnie należała do województwa olsztyńskiego.

## Ulice Międzylesia
- Bławatna
- Boczna
- Gajowa
- Grzybowa
- Jagodowa
- Jeziorna (trasa na Ostródę)
- Lipowa (trasa na Warlity Wielkie)
- Słoneczna
- Sosnowa
- Wrzosowa (trasa na Zwierzewo)

## Komunikacja miejska
Na terenie miejscowości kursują 3 linie komunikacji miejskiej obsługiwane przez ZKM Ostróda. Są to linie:
- 3 (Warlity Wielkie/Międzylesie - Nad Jarem/Grunwaldzka ZKM)
- 3św (Warlity Wielkie/Międzylesie - Nad Jarem)
- 4 (Warlity Wielkie/Międzylesie - Chrobrego/Grunwaldzka ZKM)

Pętla autobusowa "Międzylesie" znajduje się u zbiegu ulic Jeziornej, Lipowej i Wrzodowej. Ponadto wybrane kursy odjeżdżają do pętli "Osiedle Leśne" położonej u zbiegu ulic Jeziornej i Jagodowej.